# Temporada 1997-98 de los San Antonio Spurs
La temporada 1997-98 fue la vigesimosegunda de los San Antonio Spurs en la NBA, tras la fusión de la liga con la ABA, donde había jugado nueve temporadas, seis en Dallas y tres en San Antonio. La temporada regular acabó con 56 victorias y 26 derrotas, ocupando el quinto puesto de la conferencia Oeste, clasificándose para los playoffs, en los que cayeron en semifinales de conferencia ante los Utah Jazz.

## Elecciones en elDraft
| Ronda | Puesto | Jugador    | Posición  | Nacionalidad                         | Universidad |
| ----- | ------ | ---------- | --------- | ------------------------------------ | ----------- |
| 1     | 1      | Tim Duncan | Ala-Pívot | Islas Vírgenes de los Estados Unidos | Wake Forest |

## Temporada regular
| División Medio Oeste     | División Medio Oeste | División Medio Oeste | División Medio Oeste | División Medio Oeste | División Medio Oeste | División Medio Oeste | División Medio Oeste | División Medio Oeste |
| Equipo                   | G                    | P                    | %                    | PD                   | Casa                 | Fuera                | Div                  |                      |
| ------------------------ | -------------------- | -------------------- | -------------------- | -------------------- | -------------------- | -------------------- | -------------------- | -------------------- |
| z-Utah Jazz              | 62                   | 20                   | .756                 | –                    | 36–5                 | 26–15                | 22–2                 |                      |
| x-San Antonio Spurs      | 56                   | 26                   | .683                 | 6                    | 31–10                | 25–16                | 18–6                 |                      |
| x-Minnesota Timberwolves | 45                   | 37                   | .549                 | 17                   | 26–15                | 19–22                | 14–10                |                      |
| x-Houston Rockets        | 41                   | 41                   | .500                 | 21                   | 24–17                | 17–24                | 14–10                |                      |
| Dallas Mavericks         | 20                   | 62                   | .244                 | 42                   | 13–28                | 7–34                 | 9–15                 |                      |
| Vancouver Grizzlies      | 19                   | 63                   | .232                 | 43                   | 14–27                | 5–36                 | 4–20                 |                      |
| Denver Nuggets           | 11                   | 71                   | .134                 | 51                   | 9–32                 | 2–39                 | 3–21                 |                      |

## Playoffs

### Primera ronda
Phoenix Suns  vs. San Antonio Spurs
| Fecha       | Partido                                 | Ciudad      |
| ----------- | --------------------------------------- | ----------- |
| 23 de abril | Phoenix Suns 96, San Antonio Spurs 102  | Phoenix     |
| 25 de abril | Phoenix Suns 108, San Antonio Spurs 101 | Phoenix     |
| 27 de abril | San Antonio Spurs 100, Phoenix Suns 88  | San Antonio |
| 29 de abril | San Antonio Spurs 99, Phoenix Suns 80   | San Antonio |
|             | San Antonio Spurs gana las series 3-1   |             |

### Semifinales de conferencia
Utah Jazz  vs. San Antonio Spurs
| Fecha      | Partido                              | Ciudad      |
| ---------- | ------------------------------------ | ----------- |
| 5 de mayo  | Utah Jazz 83, San Antonio Spurs 82   | Utah        |
| 7 de mayo  | Utah Jazz 109, San Antonio Spurs 106 | Utah        |
| 9 de mayo  | San Antonio Spurs 86, Utah Jazz 64   | San Antonio |
| 10 de mayo | San Antonio Spurs 73, Utah Jazz 82   | San Antonio |
| 12 de mayo | Utah Jazz 87, San Antonio Spurs 77   | Utah        |
|            | Utah Jazz gana las series 4-1        |             |

## Estadísticas

### Temporada regular
| Rk | Jugador         | Edad | Pos. | P  | PT | MP   | TC  | TCI  | %TC  | T3  | T3I | %T3  | TL  | TLI | %TL  | RO  | RD  | RT   | AS  | RB  | TAP | BP  | FP  | PTS  |
| -- | --------------- | ---- | ---- | -- | -- | ---- | --- | ---- | ---- | --- | --- | ---- | --- | --- | ---- | --- | --- | ---- | --- | --- | --- | --- | --- | ---- |
| 1  | Tim Duncan      | 21   | PF   | 82 | 82 | 39.1 | 8.6 | 15.7 | .549 | 0.0 | 0.1 | .000 | 3.9 | 5.9 | .662 | 3.3 | 8.6 | 11.9 | 2.7 | 0.7 | 2.5 | 3.4 | 3.1 | 21.1 |
| 2  | Avery Johnson   | 32   | PG   | 75 | 73 | 35.7 | 4.3 | 8.9  | .478 | 0.0 | 0.2 | .154 | 1.6 | 2.2 | .726 | 0.4 | 1.6 | 2.0  | 7.9 | 1.1 | 0.2 | 2.2 | 1.9 | 10.2 |
| 3  | David Robinson  | 32   | C    | 73 | 73 | 33.7 | 7.5 | 14.6 | .511 | 0.0 | 0.1 | .250 | 6.6 | 9.0 | .735 | 3.3 | 7.3 | 10.6 | 2.7 | 0.9 | 2.6 | 2.8 | 2.8 | 21.6 |
| 4  | Vinny Del Negro | 31   | SG   | 54 | 38 | 31.9 | 3.9 | 8.9  | .441 | 0.3 | 0.7 | .436 | 1.4 | 1.7 | .796 | 0.2 | 2.6 | 2.8  | 3.4 | 0.7 | 0.1 | 1.0 | 2.1 | 9.5  |
| 5  | Sean Elliott    | 29   | SF   | 36 | 36 | 28.1 | 3.4 | 8.4  | .403 | 0.9 | 2.5 | .378 | 1.6 | 2.2 | .718 | 0.4 | 3.0 | 3.4  | 1.7 | 0.7 | 0.4 | 1.6 | 2.6 | 9.3  |
| 6  | Jaren Jackson   | 30   | SG   | 82 | 45 | 27.1 | 3.1 | 8.0  | .394 | 1.4 | 3.6 | .377 | 1.1 | 1.4 | .797 | 0.7 | 1.9 | 2.6  | 1.9 | 0.7 | 0.1 | 1.3 | 2.7 | 8.8  |
| 7  | Chuck Person    | 33   | PF   | 61 | 11 | 23.9 | 2.3 | 6.5  | .359 | 1.6 | 4.5 | .344 | 0.5 | 0.6 | .757 | 0.3 | 3.1 | 3.3  | 1.4 | 0.5 | 0.2 | 1.1 | 2.0 | 6.7  |
| 8  | Will Perdue     | 32   | C    | 79 | 30 | 18.9 | 2.1 | 3.7  | .549 | 0.0 | 0.0 | .000 | 0.9 | 1.7 | .526 | 2.2 | 4.5 | 6.8  | 0.7 | 0.3 | 0.6 | 1.0 | 1.7 | 5.0  |
| 9  | Monty Williams  | 26   | SF   | 72 | 16 | 18.3 | 2.3 | 5.1  | .448 | 0.0 | 0.0 | .500 | 1.7 | 2.5 | .670 | 0.9 | 1.6 | 2.5  | 1.2 | 0.5 | 0.3 | 1.1 | 1.8 | 6.3  |
| 10 | Cory Alexander  | 24   | PG   | 37 | 3  | 13.5 | 1.6 | 3.9  | .414 | 0.5 | 1.7 | .313 | 0.7 | 1.0 | .676 | 0.2 | 1.1 | 1.3  | 1.9 | 0.7 | 0.1 | 1.3 | 1.4 | 4.5  |
| 11 | Brad Lohaus     | 33   | PF   | 9  | 0  | 11.3 | 0.8 | 2.3  | .333 | 0.4 | 1.6 | .286 | 0.1 | 0.3 | .333 | 0.3 | 1.0 | 1.3  | 0.6 | 0.1 | 0.2 | 0.3 | 1.1 | 2.1  |
| 12 | Reggie Geary    | 24   | PG   | 62 | 2  | 11.0 | 0.9 | 2.7  | .331 | 0.2 | 0.6 | .300 | 0.5 | 0.9 | .500 | 0.3 | 0.8 | 1.1  | 1.2 | 0.6 | 0.2 | 0.7 | 1.5 | 2.5  |
| 13 | Carl Herrera    | 31   | PF   | 58 | 1  | 8.9  | 1.3 | 3.0  | .434 | 0.0 | 0.0 | .000 | 0.3 | 0.8 | .409 | 0.4 | 1.2 | 1.6  | 0.4 | 0.3 | 0.2 | 0.7 | 1.2 | 2.9  |
| 14 | Malik Rose      | 23   | PF   | 53 | 0  | 8.1  | 1.1 | 2.6  | .434 | 0.0 | 0.1 | .333 | 0.7 | 1.2 | .639 | 0.8 | 0.9 | 1.7  | 0.4 | 0.4 | 0.1 | 0.8 | 1.5 | 3.0  |
| 15 | Willie Burton   | 29   | SF   | 13 | 0  | 3.3  | 0.6 | 1.6  | .381 | 0.2 | 0.7 | .333 | 0.6 | 0.9 | .667 | 0.2 | 0.5 | 0.7  | 0.1 | 0.2 | 0.2 | 0.1 | 0.5 | 2.1  |

### Playoffs
| Rk | Jugador         | Edad | Pos. | P | PT | MP   | TC  | TCI  | %TC  | T3  | T3I | %T3  | TL  | TLI  | %TL   | RO  | RD  | RT   | AS  | RB  | TAP | BP  | FP  | PTS  |
| -- | --------------- | ---- | ---- | - | -- | ---- | --- | ---- | ---- | --- | --- | ---- | --- | ---- | ----- | --- | --- | ---- | --- | --- | --- | --- | --- | ---- |
| 1  | Tim Duncan      | 21   | PF   | 9 | 9  | 41.6 | 8.1 | 15.6 | .521 | 0.0 | 0.1 | .000 | 4.4 | 6.7  | .667  | 2.2 | 6.8 | 9.0  | 1.9 | 0.6 | 2.6 | 2.8 | 2.7 | 20.7 |
| 2  | David Robinson  | 32   | C    | 9 | 9  | 39.2 | 6.3 | 14.9 | .425 | 0.0 | 0.0 |      | 6.8 | 10.7 | .635  | 4.6 | 9.6 | 14.1 | 2.6 | 1.2 | 3.3 | 2.8 | 3.1 | 19.4 |
| 3  | Avery Johnson   | 32   | PG   | 9 | 9  | 38.0 | 6.8 | 11.2 | .604 | 0.0 | 0.2 | .000 | 3.8 | 5.7  | .667  | 0.3 | 1.1 | 1.4  | 6.1 | 1.0 | 0.0 | 2.3 | 3.0 | 17.3 |
| 4  | Jaren Jackson   | 30   | SG   | 9 | 8  | 35.4 | 3.3 | 9.8  | .341 | 2.0 | 6.6 | .305 | 1.6 | 2.1  | .737  | 0.4 | 3.9 | 4.3  | 1.6 | 0.6 | 0.1 | 1.3 | 3.4 | 10.2 |
| 5  | Vinny Del Negro | 31   | SG   | 9 | 3  | 31.4 | 4.3 | 9.0  | .481 | 0.2 | 1.1 | .200 | 1.8 | 1.9  | .941  | 0.2 | 2.4 | 2.7  | 3.2 | 0.9 | 0.0 | 1.4 | 3.3 | 10.7 |
| 6  | Chuck Person    | 33   | PF   | 9 | 0  | 21.8 | 2.0 | 5.9  | .340 | 1.6 | 4.4 | .350 | 0.2 | 0.2  | 1.000 | 0.0 | 3.0 | 3.0  | 0.8 | 0.4 | 0.0 | 0.7 | 1.7 | 5.8  |
| 7  | Will Perdue     | 32   | C    | 9 | 7  | 21.2 | 1.0 | 3.0  | .333 | 0.0 | 0.0 |      | 2.0 | 2.3  | .857  | 2.7 | 4.0 | 6.7  | 0.1 | 0.7 | 1.0 | 1.2 | 2.9 | 4.0  |
| 8  | Reggie Geary    | 24   | PG   | 7 | 0  | 6.6  | 0.4 | 1.0  | .429 | 0.1 | 0.6 | .250 | 0.3 | 0.6  | .500  | 0.0 | 0.3 | 0.3  | 0.9 | 0.1 | 0.0 | 0.3 | 1.4 | 1.3  |
| 9  | Monty Williams  | 26   | SF   | 5 | 0  | 5.6  | 1.0 | 1.6  | .625 | 0.0 | 0.0 |      | 0.4 | 0.6  | .667  | 0.4 | 0.8 | 1.2  | 0.2 | 0.0 | 0.0 | 0.8 | 0.4 | 2.4  |
| 10 | Carl Herrera    | 31   | PF   | 5 | 0  | 5.0  | 0.2 | 0.6  | .333 | 0.0 | 0.0 |      | 0.0 | 0.0  |       | 0.0 | 0.8 | 0.8  | 0.2 | 0.0 | 0.0 | 0.2 | 0.8 | 0.4  |
| 11 | Malik Rose      | 23   | PF   | 5 | 0  | 3.6  | 0.8 | 1.2  | .667 | 0.0 | 0.0 |      | 0.4 | 0.8  | .500  | 0.6 | 0.8 | 1.4  | 0.2 | 0.2 | 0.0 | 0.8 | 0.4 | 2.0  |
| 12 | Brad Lohaus     | 33   | PF   | 4 | 0  | 2.5  | 0.0 | 0.3  | .000 | 0.0 | 0.0 |      | 0.0 | 0.0  |       | 0.0 | 0.5 | 0.5  | 0.3 | 0.3 | 0.0 | 0.0 | 0.0 | 0.0  |

## Galardones y récords
| Jugador        | Galardón |
| Tim Duncan     | Rookie del Año de la NBA Mejor quinteto de la NBA Mejor quinteto de rookies de la NBA 2.º Mejor quinteto defensivo de la NBA All-Star |
| David Robinson | 2.º Mejor quinteto de la NBA 2.º Mejor quinteto defensivo de la NBA All-Star                                                          |